# 1492.
◄ | 14. stoljeće | 15. stoljeće | 16. stoljeće | ►
◄ | 1460-ih | 1470-ih | 1480-ih | 1490-ih | 1500-ih | 1510-ih | 1520-ih | ►
◄◄ | ◄ | 1489. | 1490. | 1491. | 1492. | 1493. | 1494. | 1495. | ► | ►►
Arhitektura • Astronomija • Glazba • Knjige • Književnost • Kršćanstvo • Medicina • Pravo • Promet • Slikarstvo • Znanost

## Događaji
- 3. kolovoza – Kristofor Kolumbo otisnuo se u Hulevi (južna Španjolska) s tri broda prema zapadu kako bi pronašao novi put prema Indiji.
- 12. listopada – Kristofor Kolumbo otkriva Ameriku i iskrcava se na otok San Salvador u Bahamskom arhipelagu.
- Ovim otkrićima u službenoj historiografiji uzima se da završava srednji vijek i započinje novo doba.
- Osvajanjem Granadskog emirata završena Rekonkvista.

## Rođenja
- 20. travnja – Pietro Aretino, talijanski književnik († 1556.)

## Smrti
- 9. svibnja – Lorenzo de' Medici zvan Lorenzo Veličanstveni (Lorenzo il Magnifico) firentinski državnik i de facto vladar Republike Firence (* 1449.)
- 9. studenoga – Džami, perzijski književnik (* 1414.)

## Vanjske poveznice
|  | Zajednički poslužitelj ima još gradiva o temi 1492. |